# علم الأجراس

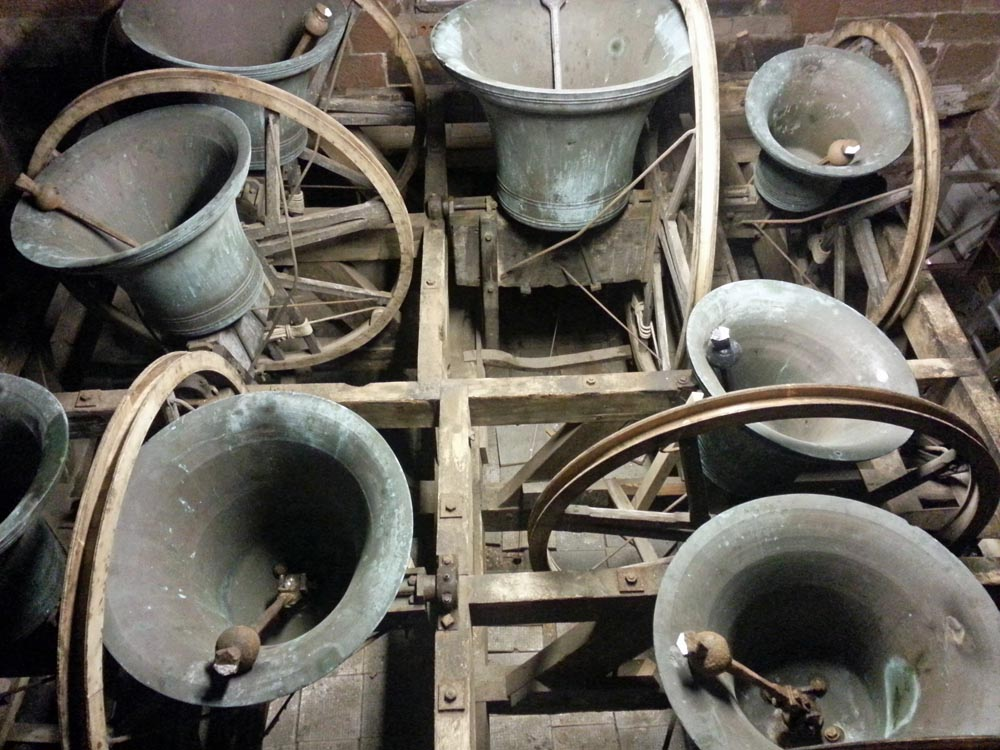

الجِرَاسة أو عِلم الأجراس هو الدراسة العلمية والموسيقية للأجراس. يشمل تقنية الأجراس - كيف يكون تأسيسها وضبطها ودقاتها - بالإضافة إلى تاريخ وطرق وتقاليد الجرس كفن.

## انطر أيضًا
- الجِراسة: مهنة صنع الأجراس.